# Хун (Либија)
Хун (арап. هون, латинизирано Hūn), град је у централном делу Либије. Град се налази на око пола пута између Сабхе и медитеранске обале. Хун је главни град општине Ел Џуфра.
Према процени из 2010, Хун је имао 30.715 становника. Најближа насељена места су Вадан и Соцна.
У граду се крајем септембра сваке године одржава Међународни фестивал јесењег туризма.